# Ildikó Mincza-Nébald
Ildikó Mincza-Nébald (* als Ildikó Mincza; 6. November 1969 in Budapest) ist eine ungarische Fechterin.
Ildikó Mincza-Nébald gehört seit Mitte der 1990er Jahre zur Weltelite in ihrer Sportart. 1991 wurde sie in Wien Mannschafteuropameisterin. Mit der Mannschaft gewann sie bei den Weltmeisterschaften 1994 in Athen die Bronzemedaille. Zu dieser Zeit trat sie allerdings noch mit dem Florett an. Mitte der 1990er Jahre stieg sie auf den Degen um und wurde bereits 1997 in Danzig Einzeleuropameisterin mit dieser Waffe. Ihre erfolgreichste WM war 1999 in Seoul. Dort gewann sie Bronze im Einzelwettbewerb und Gold mit der ungarischen Mannschaft.
In Sydney nahm Mincza-Nébald 2000 nach 1992 das zweite Mal an Olympischen Spielen teil. 1992 focht sie mit dem Florett, 2000 mit der Degen-Mannschaft verpasste sie als Viertplatzierte den Gewinn einer Medaille nur knapp. 2001 wurde die Ungarin in Koblenz sowohl Einzeleuropameisterin als auch Mannschaftseuropameisterin und sie gewann in Nîmes WM-Bronze mit der Mannschaft, 2002 in Lissabon zum zweiten Mal Gold. 2003 kam noch einmal eine Bronzemedaille im Einzel der Europameisterschaft in Bourges sowie mit der Mannschaft bei den Welttitelkämpfen in Havanna hinzu. In Athen startete Mincza-Nébald 2004 zum dritten Mal bei Olympischen Spielen. Im Einzel wurde sie Vierte, mit der Mannschaft Fünfte.
Der Einzelwettbewerb der Weltmeisterschaft 2007 in St. Petersburg verlief schlecht für Mincza-Nébald, sie wurde nur 30. Besser platzierte sie sich mit der Mannschaft als Fünfte. Die vorolympische Saison verlief vielversprechend, in Florina und Saint-Maur gewann sie in der Saison 2007/2008 zwei Wettbewerbe. Bei den Olympischen Spielen 2008 in Peking startete die Ungarin mit einem Sieg über Chui Ling Yeung, schlug anschließend Sherraine Schalm und die favorisierte Imke Duplitzer mit 15-11. Im Halbfinale unterlag die Fechterin allerdings der späteren Silbermedaillengewinnerin Ana Maria Brânză mit 14-15. Das Kleine Finale um Bronze gewann Mincza-Nébald gegen Li Na aus China mit 15-11.
Mincza-Nébald ist mit dem ungarischen Säbelfechter und Olympiasieger György Nébald verheiratet.